# 瑞士干酪特征

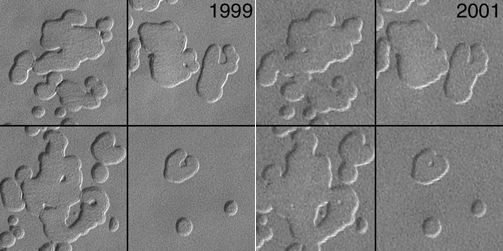
南极冰盖上的深坑，美国宇航局火星全球探勘者号分别在1999年和2001年南半球夏季拍摄。

瑞士干酪特征(Swiss cheese features)是火星南极冰盖(南海区)中奇异的凹坑，因与瑞士干酪中的孔眼相似而得名。它们是在2000年火星轨道相机(MOC)所拍摄照片中被首次发现。

## 描述
瑞士干酪特征通常方圆数百米，深8米，底部平坦而侧壁陡峭。外观倾向于尖头指向南极的豆状，这反映了它们的形成与日照有关。太阳角度可能有助于它们变得更圆润。在火星夏至附近，太阳连续保持在地平线上方，使圆形凹坑侧壁比地表吸收到更多的阳光，并且升华速度也快得多，造成侧壁融解后退，而地表保持不变。
随着季节性霜冻的消失，坑壁较周围地形显得更黯黑。据观察，瑞士干酪特征的尺寸逐年增长，平均速度为1至3米，这表明它们形成于水冰顶部的二氧化碳薄冰层(8 米)中。后来使用高分辨率成像科学设备的研究表明，这些凹坑位于1–10米厚的干冰层中，而干冰层又覆盖在更大的水冰盖上。已观察到，凹坑启始于细微裂缝附近的小区域。圆形凹坑陡峭的侧壁，可聚集阳光，从而加剧侵蚀。要形成一座凹坑，大约需要10厘米深，长度超过5米的陡壁。

## 光晕特征
在火星第28年(即地球年2007年)的南半球夏季，二氧化碳坑周围发现有短暂的明亮光晕特征，但这只是唯一一次看到的特征。从分析火星侦察轨道器背景相机、高分辨率成像科学设备相机和火星轨道器相机获得的数据显示，光晕特征仅在太阳经度(火星环绕太阳的位置)为279度和331度期间才可看到，光晕的出现与同一火星年开始的全球沙尘暴有关。晕环的寿期可划分为三个阶段，第一阶段为太阳经度 (火星年时间) 在285-295度期间；第二阶段是太阳经度295-305度时；最后一阶段太阳经度为305-340度时，而环瑞士干酪特征的高反照率区平均宽度在其整个生命周期中都有变化。第一阶段的宽度计算为12.14±1.44米；第二阶段的宽度为32.96±4.02米；最后一阶段的平均宽度为55.48±6.98米。 根据哈普克反射率理论所计算特征的亮度，在头一阶段中，光晕比非光晕区亮4 +/-0.3％。随后进入第二阶段，光晕变得更突出，亮度提高到7 +/- 0.7％；而在寿期即将结束时，其最高亮度记录达到8 +/- 0.6％，远超周边地形。全球沙尘暴使大气层中二氧化碳冰的杂质含量提高，且增加了冰晶的粒径，因而，光晕较周围区域显得更明亮。

## 图集

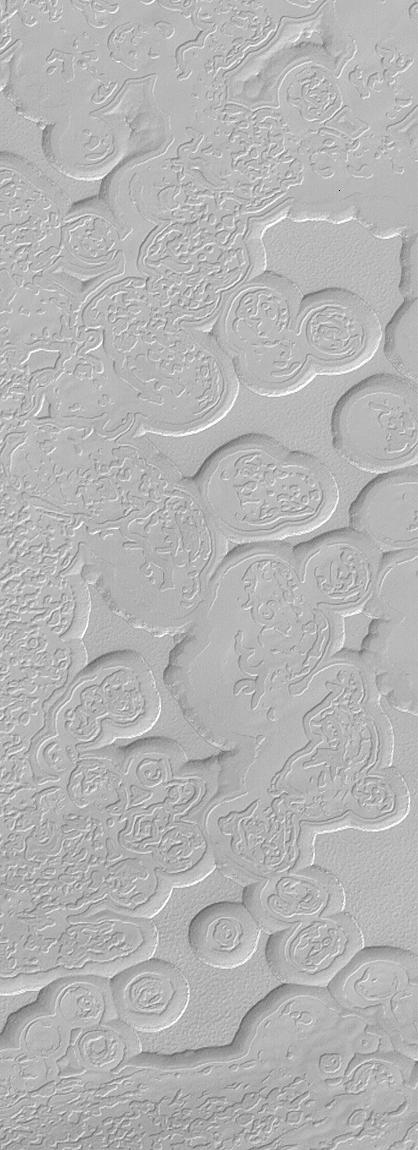
火星全球探勘者号观测到的瑞士干酪状冰层
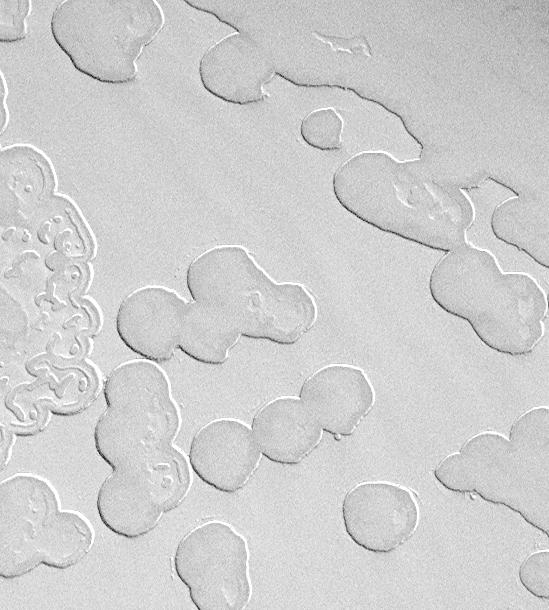
火星全球探勘者号观测到的瑞士奶酪状冰层
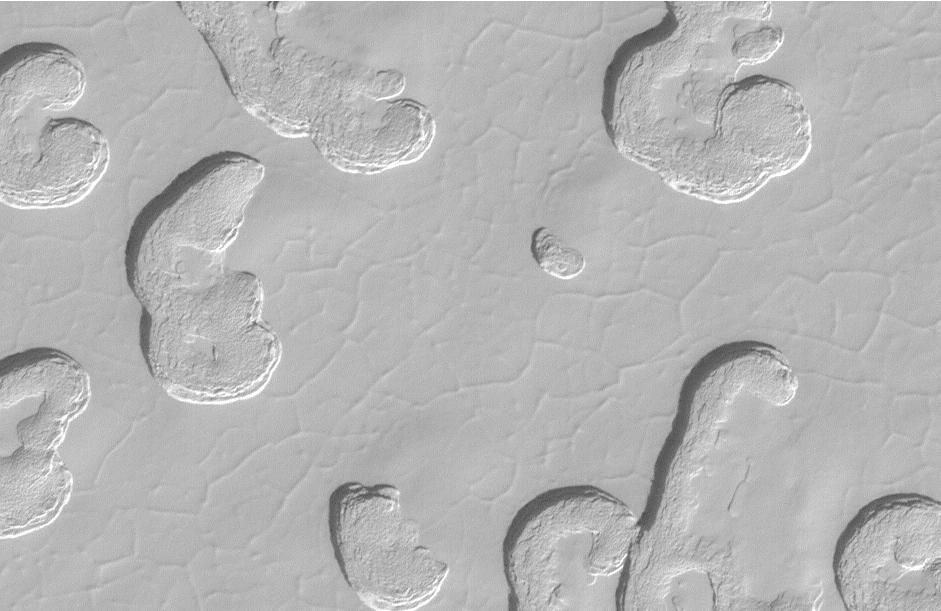
瑞士干酪地形特写，由火星全球探勘者号拍摄。

## 另请参阅
- 火星气候
- 火星间歇泉
- 南海区 (火星)
- 南极高原 (火星)